# Fairchild Hiller FH-1100
Fairchild Hiller FH-1100 — багатоцільовий вертоліт.
Вертоліт створений компанією «Гіллер». Перший політ здійснив 26 січня 1963 року. Hiller 1100 проектувався для Американської армії, але програв конкурс і був сертифікований як цивільний вертоліт 22 травня 1964 року. У вересні 1964 року після покупки авіакомпанії «Hiller Helicopters» компанією «Fairchild» перейменовано у FH-1100. До кінця 1974 року було випущено 254 машини, включаючи прототипи. Стенлі Гіллер в 1973 році знову організував компанію під ім'ям «Hiller Aviation» і викупив права на вертоліт. Після перейменування в «Rogerson Hiller Helicopters» компанія виготовила 5 примірників вертольота під ім'ям RH-1100B Pegasus з 1983 по 1986 рік. У 1985 році один з них був модифікований у військовий варіант RH-1100M Hornet. В даний час права на вертоліт належать компанії «FH1100 Manufactoring Corporation», яка була утворена на початку 2000 років для виробництва цього вертольота. З 2002 року вертоліт називається FH-1100 FHoenix.

## Тактико-технічні характеристики
- Модифікація: RH-1100
- Діаметр несного гвинта: 10,80 м
- Діаметр хвостового гвинта: 1,83 м
- Довжина: 9,08 м
- Висота: 2,79 м
- Маса
  - порожнього: 766 кг
  - максимальна злітна: 1588 кг
- Внутрішні паливні баки: 208 кг
- Тип двигуна: 1 ГТД Allison 250-C20R
- Потужність: 1×336 кВт
- Крейсерська швидкість: 216 км/год
- Дальність дії: 632 км
- Швидкопідйомність: 546 м/хв
- Практичний стеля: 5790 м
- Статичний стеля: 4990 м
- Екіпаж: 1
- Корисне навантаження: 6 пасажирів або 2 ноші і супроводжуючий або 680 кг вантажу